# Kościół ewangelicko-augsburski w Wiedniu
Kościół ewangelicko-augsburski w Wiedniu – luterański kościół farny (niem. Lutherische Stadtkirche), położony przy Dorotheergasse 18 w Wiedniu (tzw. biały kościół). Siedziba śródmiejskiej parafii Kościoła Ewangelickiego Augsburskiego Wyznania (niem. Evangelische Pfarrgemeinde A.B., Wien - Innere Stadt), jednej z 22 w stolicy Austrii.
Jest to dawny kościół klasztorny klarysek pw. Matki Boskiej Anielskiej. Klasztor, zwany „Klasztorem Królewskim” lub „Klasztorem Królowej” (niem. Königinnenkloster), został założony ok. 1580 przez Elżbietę, córkę cesarza Maksymiliana II i wdowę po królu Francji Karolu IX. Kościół został wzniesiony w latach 1582–1583 przez Jacoba Viviana według planów nadwornego budowniczego Pietro Ferabosco. Jest budowlą renesansową, z elementami nawiązującymi do gotyku, jednonawową. Trójbocznie zamknięte prezbiterium obrócone było ku ulicy i wejście wiodło jedynie z klasztornego dziedzińca. W 1781 klasztor został zsekularyzowany przez cesarza Józefa II i w 1783 nabyty wraz z sąsiednim budynkiem (obecny dom parafialny) przez zbór ewangelicko-augsburski, powstały w 1782 na mocy Patentu Tolerancyjnego z 1781. Przedtem wiedeńscy luteranie mimo ograniczeń korzystali z eksterytorialnej kaplicy ambasady duńskiej, gdzie prowadzono duszpasterstwo również w języku niemieckim (już w 1764 wydrukowano w Norymberdze dla ich potrzeb własny kancjonał). Jednocześnie część terenów poklasztornych zakupiła nowa parafia ewangelicko-reformowana, a na pozostałym obszarze wzniesiono obecny Palais Pallavicini.
Pierwszym luterańskim proboszczem i superintendentem wiedeńskim został ks. Johann Georg Fock. Na mocy ograniczeń narzuconych przez patent tolerancyjny, dla nadania kościołowi świeckiego wyglądu, trzeba było rozebrać 3 wieże i od strony ulicy dodano trakt zabudowań (budowniczy Adalbert Hild). Dopiero w 1841 można było umieścić krzyż nad wejściem prowadzącym z ulicy na teren świątyni. Podczas remontu w 1872 wymieniono ławki na obecne. Dzięki zniesieniu ograniczeń Patentem Protestanckim z 1861, w 1876 architekt Otto Thienemann przebudował elewację prezbiterium od ulicy, nadając jej charakter kościelnej fasady ze szczytem. Gruntownie przebudowana została świątynia w 1907 (Ludwig Schöne), gdy nie tylko rozbudowano fasadę ale - dla ułatwienia dostępu i większego bezpieczeństwa uczestników nabożeństw – wnętrze przeorientowano o 180°, wybijając główne wejście w dotychczasowym prezbiterium i przenosząc ołtarz i empory naprzeciwko, a organy nad nowe wejście. W 1922 parafia, dawniej obejmująca całe miasto, otrzymała obecną nazwę. Fasada uległa zniszczeniu podczas walk o Wiedeń w 1945 i została odbudowana w uproszczonej formie w 1948. W 1989 przeprowadzono jej rekonstrukcję według stanu z 1907, a w1997 zostało gruntownie odnowione wnętrze.
W ołtarzu z końca XVIII w. znajduje się obraz Ukrzyżowania namalowany przez Franza Lindera w 1783, według kompozycji Antona van Dycka. Z tego czasu pochodzą również empory. Do najcenniejszych zabytków zaliczana jest stiukowa chrzcielnica z 1822. Z wcześniejszego okresu przetrwały płyty nagrobne z XVI–XVIII w. Z kościołem wiąże się bogate życie muzyczne, działali tu m.in. Andreas Streicher, Franz Lachner, Franz Kemmler i Adolf Wurm. Prospekt organowy jest empirowy z 1806, jednak obecny, wielokrotnie przebudowany instrument pochodzi z 1965, liczy 2 manuały i pedał, 31 rejestrów i ponad 1900 piszczałek.
Oprócz nabożeństw dla dorosłych, dzieci i młodzieży, w kościele odbywają się koncerty, wystawy oraz prowadzona jest żywa działalność diakonijna.